# Knobbelscheenplaatschildpad
De knobbelscheenplaatschildpad (Podocnemis sextuberculata) is een schildpad uit de familie scheenplaatschildpadden (Podocnemididae).

## Naam en indeling
De wetenschappelijke naam van de soort werd voor het eerst voorgesteld door Emilio Cornalia in 1849. Oorspronkelijk werd de wetenschappelijke naam Podocnemis expansa sextuberculata gebruikt.
De soortaanduiding sextuberculata betekent vrij vertaald 'voorzien van zes ronde uitsteeksels' en slaat op het buikschild van jonge exemplaren, die zes paar uit-stekende bobbels hebben aan de schildranden. Ook de Nederlandstalige naam is hier een verwijzing naar.

## Uiterlijke kenmerken
De schildlengte van volwassen dieren is maximaal 33 centimeter. Jonge exemplaren hebben aan iedere zijde van het buikschild drie duidelijke ronde uitsteeksels. bij oudere schildpadden verdwijnen deze structuren meestal, al blijven ze soms het gehele leven zichtbaar. De kleur van het rugschild is bruin, het schild is ovaal van vorm en is aan de achterzijde breder dan aan de voorzijde. De kop is breed en heeft een grijze kleur met lichtere tot witte vlekken. Tussen de ogen is een groef aanwezig die echter niet tot de neusgaten reikt zoals voorkomt bij gelijkende soorten. De snuitpunt is steekt duidelijk uit. Aan de keel zijn een of twee baarddraden aanwezig.
De plastronformule is meestal als volgt: abd > pect > fem > intergul > an > gul > hum.

## Verspreiding en habitat
Deze soort komt voor in delen van noordwestelijk Zuid-Amerika en leeft in de landen Brazilië, Colombia en Peru. De habitat bestaat uit relatief grotere wateren zoals rivieren en meren.

## Levenswijze
De vrouwtjes graven nesten van juni tot oktober, afhankelijk van de geografische locatie. De nesten worden uitgegraven in zanderige oevers van grotere wateren. Er worden ongeveer acht tot dertien eieren afgezet, die een afmeting hebben van ongeveer 40 bij 30 millimeter. Op het menu staan voornamelijk vissen maar ook waterplanten worden wel gegeten.

## Beschermingsstatus
Zowel de schildpadden als de eieren worden soms gebruikt voor menselijke consumptie. Door de internationale natuurbeschermingsorganisatie IUCN is de beschermingsstatus 'kwetsbaar' toegewezen (Vulnerable of VU).